# Josef Kirschner
Josef „Joki“ Kirschner (* 9. August 1931 in Linz; † 16. April 2016 in Oberdorf im Burgenland) war ein österreichischer Journalist, Fernsehmoderator und Autor von Selbsthilfebüchern.

## Biografie
Kirschner arbeitete unter anderem als Stahlarbeiter, Dolmetscher, Werbetexter, Reporter und 18 Jahre als Chefredakteur der Österreich-Redaktion der Zeitschrift Bunte. Einer breiteren Öffentlichkeit wurde er als Drehbuchautor der ZDF-Quizshow Wünsch Dir was bekannt, die von 1969 bis 1972 ausgestrahlt wurde. Ab 1979 folgte die ORF-Sendung Tritsch Tratsch, die Kirschner moderierte und gemeinsam mit Dieter Böttger und Felix Dvorak konzipiert hatte. Dieser Sendung folgte in den 1980er-Jahren das Format Guten Abend, Österreich im Hauptabendprogramm des ORF. Nach einer Folge, in der über Intimhygiene, Verhütung und Schwangerschaftsabbruch gesprochen wurde, wurde die Sendung abgesetzt. In den 1990er-Jahren moderierte er für kurze Zeit die ORF-Sendung Wir-Aktiv.
Als Autor verfasste Kirschner eine Reihe von Ratgebern.
Er war Lehrbeauftragter an der Wiener Universität sowie Berater von Managern und Sportlern. Sein Spezialgebiet war der Aufbau von Selbsthilfegruppen. Die von ihm Ende der 1980er-Jahre verwendete Abwandlung der Weisheit „Geld macht (nicht) glücklich“ in Werbespots für die Raiffeisen Bausparkasse wurde zur Volksweisheit. Schon davor gab es gegen Jahresende den Spruch „Am 32. Dezember ist es zu spät …“ (um sich die Bausparprämie für das Jahr zu sichern), der auch nach seiner Werbeaktivität verwendet wurde.

„Geld macht glücklich, wenn man rechtzeitig d’rauf schaut, daß man’s hat, wenn man’s braucht.“

Josef Kirschner war verheiratet, hatte zwei Söhne und drei Enkelkinder. Er starb in der Nacht auf den 16. April 2016 in seinem Haus in Oberdorf im Burgenland.

## Werke (Auswahl)
- Manipulieren, aber richtig: Acht erfolgreiche Strategien, mit denen Sie auf andere Menschen Einfluß nehmen, Droemer Knaur, 1974, ISBN 978-3-426-82295-1.
- Die Kunst, ein Egoist zu sein, 1976, ISBN 978-3-426-82294-4.
- Hilf dir selbst, sonst hilft dir keiner, 1978, ISBN 978-3-86820-152-9.
- Die Kunst, ohne Überfluß glücklich zu leben, 1980
- Die 100 Schritte zum Glücklichsein. Wie Sie aus eigener Kraft Ihr Leben verändern. Knaur, München 2000, ISBN 3-426-82300-4.
- Das Egoisten-Training, Herbig 2000
- Die Kunst, ohne Angst zu leben, Droemer Knaur 2001
- Das Partner-Training, Herbig 2001
- Die Egoisten-Bibel, Herbig 2002
- Die Spiele des Lebens: Wer kämpft, hat schon verloren. Frei und glücklich aus eigener Kraft, Herbig, 2002, ISBN 3-7766-2297-0.